# Grunay

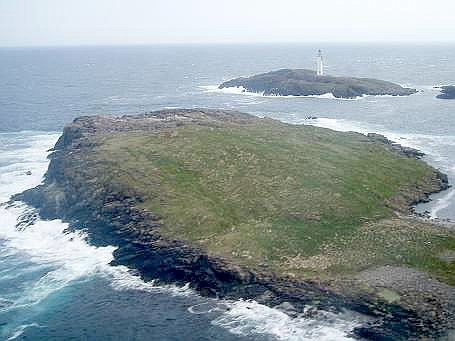
Blick auf Grunay, im Hintergrund Bound Skerry mit dem Leuchtturm.

Grunay ist eine Insel im Osten der Out Skerries, einer Inselgruppe, die zu den schottischen Shetlands gehört. Auf Grunay lebten die Wärter des Out Skerries Lighthouse, eines Leuchtturms, der auf der wenig nordöstlich gelegenen Insel Bound Skerry steht. Dieser wurde 1972 automatisiert, seither ist Grunay unbewohnt. Wohnhaus, Außenanlagen sowie ein räumlich getrennter, ummauerter Garten sind seit 1998 als Listed Building der Kategorie C ausgewiesen und stehen somit unter Denkmalschutz.